# Maman Brigitte

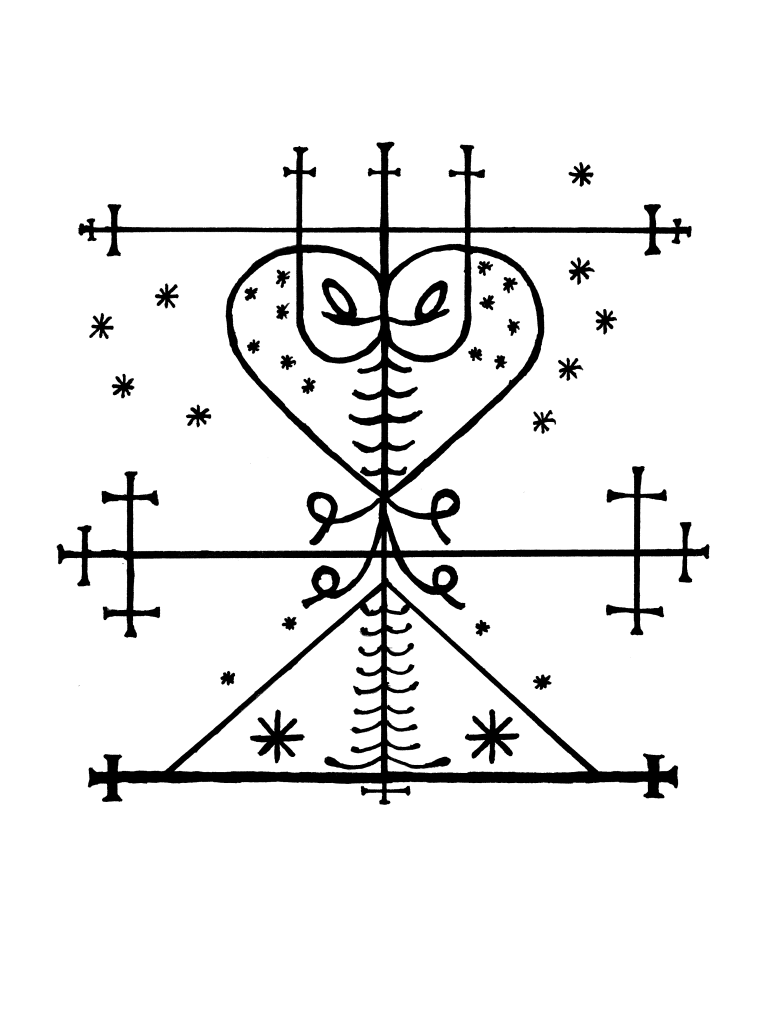
Símbolo mágico de Maman Brigitte.

En vudú, Maman Brigitte es la loa del ciclo de la vida y la muerte en el vudú haitiano. Es, además, la esposa del Barón Samedi. Etimológicamente su nombre sería "Mamá Brigitte". Se la adora en todo Haití, como la madre de los Guédé, y se le suelen sacrificar gallos negros en su honor cuando una mujer queda embarazada para que cuide del niño. Se la representa como una mujer muy joven y de rasgos dulces, con el pelo largo, de color negro intenso, y de ojos claros. Su cara está pintada de blanco, de forma similar a una calavera y como su esposo (el Barón Samedi). Viste un elegante y laborioso traje de novia y siempre camina descalza, de forma fantasmal. El contraste de su cuerpo casi impúber con su cara pintada de esqueleto recalca el estrecho vínculo entre la Vida y la Muerte. 
Maman Brigitte es un ser terriblemente poderoso, pero usualmente se encuentra perdida en sus propias divagaciones. Su símbolo es un gallo negro. Ella protege las almas que nacen y guía a las que se van. Además, se asegura de que las lápidas de los cementerios están debidamente marcadas con una cruz. Suele pasear de noche por los cementerios, cantando y bailando bajo la luz de la luna. Le encanta beber ron con pimientos picantes y recoger flores con las que adornar su cabellera. Se cuenta que las mariposas se posan siempre en sus cabellos, como símbolo de la corta vida de estos insectos. 
Su personalidad a veces cambia según la región. Algunas versiones la caracterizan como una mujer que, cansada de los adulterios del Barón Samedi, se ha vendado los ojos para no ver nada, aludiendo a que la Vida y la Muerte son ciegas; no contemplan edad, clase social o sexo.  
Como el resto del clan Guédé, Maman Brigitte no tiene un lenguaje apropiado para una deidad loa, ya que habla con una voz infantil y cambiante, rica en muletillas, jergas, clichés y estribillos. Su voz es descrita "como la de una rana que intenta ser sapo", es decir, una voz generalmente aguda que pretende imitar una grave. Maman Brigitte también tiene mucha influencia sobre los asuntos económicos y laborales, así como el amor.